# رازدولنویه (شهرستان شیمانوفسکی، استان آمور)
رازدولنویه (به لاتین: Razdolnoye) یک منطقهٔ مسکونی در روسیه است که در استان آمور واقع شده‌است.